# HTC Vive
HTC Vive — разрабатываемый компаниями HTC и Valve шлем виртуальной реальности. Станет частью линейки продуктов HTC RE и проекта Valve SteamVR.
Цена шлема составляла порядка 500 и 800 долларов США в различные периоды времени.

## Прототипы и демонстрации
Ранние прототипы системы виртуальной реальности от Valve были представлены в 2014 году. В феврале Valve объявила о демонстрации аппаратной системы виртуальной реальности «SteamVR» на Game Developers Conference 2015.
HTC официально представила шлем Vive 1 марта 2015 года во время Mobile World Congress, с предполагаемым началом продаж в ноябре 2015.
Для некоторых разработчиков Valve и HTC предоставили более ранний бесплатный доступ к платформе.
В январе 2018 года компания HTC анонсировала обновленную версию VR-шлема под названием «Vive Pro» и открыла предзаказ по цене около 800 долларов США. Разрешение встроенных дисплеев было увеличено до 2880x1600. Дополнительно HTC представила «Vive Wireless Adapter» — комплект для беспроводного использования VR-гарнитур «HTC Vive» и «HTC Vive Pro».

## Характеристики
По заявлениям HTC, экраны шлема Vive использует частоту обновления в 90 Гц. Разрешение экрана составляет 2160х1200. В устройстве используется множество датчиков, в частности: гироскоп MEMS, акселерометр, лазерные датчики позиционирования. Дополнительно с шлемом используются два ручных контроллера. Для точного отслеживания положения HTC Vive и его контроллеров в пространстве (на площади до 4.5 на 4.5 метра) используются две пассивные внешние станции «Lighthouse».

## Программное обеспечение
Компания Valve выпустила программный набор OpenVR SDK (обновление более раннего Steamworks VR API) с примерами по использованию оборудования SteamVR. В наборе поддерживается версия шлема HTC Vive для разработчиков, контроллер SteamVR и станции позиционирования Lighthouse.
30 апреля 2015 года Epic Games объявила о поддержке HTC Vive в версии движка Unreal Engine 4 для SteamVR.

## Vive Pro
8 января 2018 года компания HTC представила обновленную модель Vive, известную как HTC Vive Pro. Он оснащен дисплеями с более высоким разрешением в 1440x1600 пикселей на глаз, а также второй наружной камерой, присоединяемыми наушниками, микрофоном для шумоподавления. Он имеет разъемы USB 3.0 и DisplayPort для подключения к ПК. Скрытый разъём USB-C можно использовать для подключения дополнительного USB-устройства. С апреля 2018 года продаются два разных набора:
Простой комплект включает гарнитуру Vive Pro и оригинальные базовые станции SteamVR 1.0 Lighthouse, а также контроллеры.
Полный комплект Vive Pro включает гарнитуру Vive Pro и новейшие базовые станции SteamVR 2.0 Lighthouse, а также контроллеры.

## Vive Pro Eye
В январе 2019 года на выставке CES 2019 компания HTC представила обновленный вариант HTC Vive Pro под названием Vive Pro Eye. Новое устройство оснащено встроенной системой отслеживания взгляда, которая производит рендеринг на основе фокусировки глаз. Добавлена возможность голосового управления, а также специальные возможности для пользователей, которые не могут использовать обычные контроллеры движения.

## Vive Focus
Vive Focus - это автономная гарнитура, впервые представленная в Китае, а затем в 37 странах мира в ноябре 2018 года. Начальная цена гарнитуры в США составляла 599 долларов США.

## Vive Cosmos
В ноябре 2018 года компания HTC подала заявку на товарный знак Vive Cosmos.  Гарнитура была официально представлена 7 января в очень кратком анонсе на выставке CES 2019 и в Twitter. В презентационном видео была показана гарнитура с откидным экраном, позволяющая пользователю видеть реальный мир не снимая гарнитуру полностью.